# Medwayella
Medwayella är ett släkte av loppor som ingår i familjen Stivaliidae.

## Arter
- Medwayella angustata
- Medwayella arcuata
- Medwayella batibacula
- Medwayella calcarata
- Medwayella cambodia
- Medwayella dryadosa
- Medwayella javana
- Medwayella limi
- Medwayella loncha
- Medwayella phangi
- Medwayella rhaeba
- Medwayella robinsoni
- Medwayella thurmani
- Medwayella veruta